# FIFA World Coach of the Year

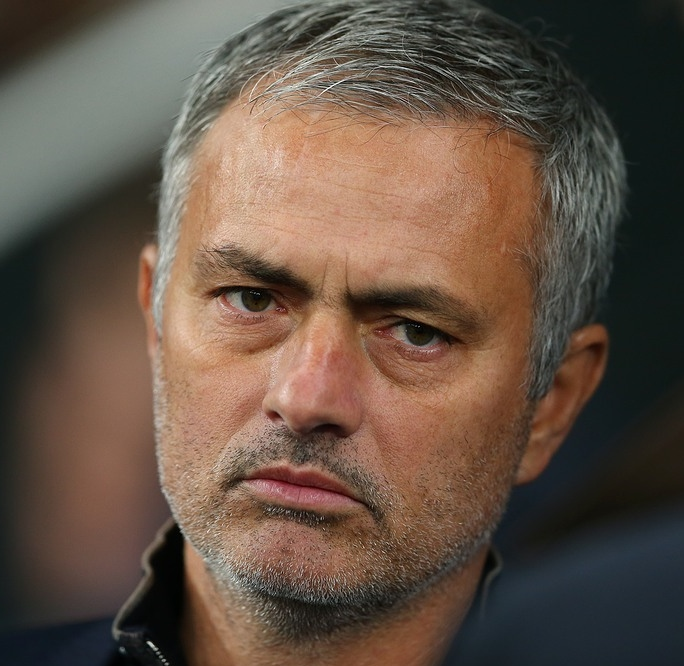
José Mourinho, vincitore dell'edizione inaugurale del premio riservato agli allenatori di calcio maschile.

Il FIFA World Coach of the Year (in italiano Allenatore Mondiale dell'Anno FIFA), è stato un premio calcistico assegnato dalla FIFA ogni anno dal 2010 ai migliori allenatori di calcio maschile e femminile secondo i voti di commissari tecnici e dei capitani delle Nazionali di calcio, nonché di giornalisti provenienti da tutto il mondo.
I primi ad aggiudicarsi il riconoscimento sono stati José Mourinho, allenatore del Real Madrid, e Silvia Neid, selezionatrice della Nazionale femminile della Germania.

## Vincitori

### Allenatori di calcio maschile
| Anno          | Pos                | Allenatore | Nazionalità         | Club o Nazionale |
| ------------- | ------------------ | ---------- | ------------------- | ---------------- |
| 2010 dettagli |                    |            |                     |                  |
| 1°            | José Mourinho      | Portogallo | Inter / Real Madrid |                  |
| 2°            | Vicente del Bosque | Spagna     | Spagna              |                  |
| 3°            | Josep Guardiola    | Spagna     | Barcellona          |                  |
| 2011 dettagli |                    |            |                     |                  |
| 1°            | Josep Guardiola    | Spagna     | Barcellona          |                  |
| 2°            | Alex Ferguson      | Scozia     | Manchester Utd      |                  |
| 3°            | José Mourinho      | Portogallo | Real Madrid         |                  |
| 2012 dettagli |                    |            |                     |                  |
| 1°            | Vicente del Bosque | Spagna     | Spagna              |                  |
| 2°            | José Mourinho      | Portogallo | Real Madrid         |                  |
| 3°            | Josep Guardiola    | Spagna     | Barcellona          |                  |
| 2013 dettagli |                    |            |                     |                  |
| 1°            | Jupp Heynckes      | Germania   | Bayern Monaco       |                  |
| 2°            | Jürgen Klopp       | Germania   | Borussia Dortmund   |                  |
| 3°            | Alex Ferguson      | Scozia     | Manchester Utd      |                  |
| 2014 dettagli |                    |            |                     |                  |
| 1°            | Joachim Löw        | Germania   | Germania            |                  |
| 2°            | Carlo Ancelotti    | Italia     | Real Madrid         |                  |
| 3°            | Diego Simeone      | Argentina  | Atlético Madrid     |                  |
| 2015 dettagli |                    |            |                     |                  |
| 1°            | Luis Enrique       | Spagna     | Barcellona          |                  |
| 2°            | Josep Guardiola    | Spagna     | Bayern Monaco       |                  |
| 3°            | Jorge Sampaoli     | Argentina  | Cile                |                  |

Nel 2016, la FIFA ha creato il The Best FIFA Men's Coach per premiare il miglior allenatore di calcio maschile.

#### Classifica per allenatore
| Pos | Calciatore         | Primi posti | Secondi posti | Terzi posti |
| --- | ------------------ | ----------- | ------------- | ----------- |
| 1   | Josep Guardiola    | 1           | 1             | 2           |
| 2   | José Mourinho      | 1           | 1             | 1           |
| 3   | Vicente del Bosque | 1           | 1             | 0           |
| 4   | Jupp Heynckes      | 1           | 0             | 0           |
| 4   | Joachim Löw        | 1           | 0             | 0           |
| 4   | Luis Enrique       | 1           | 0             | 0           |

### Allenatori di calcio femminile
| Anno          | Pos             | Allenatrice | Nazionalità       | Club o Nazionale |
| ------------- | --------------- | ----------- | ----------------- | ---------------- |
| 2010 dettagli |                 |             |                   |                  |
| 1°            | Silvia Neid     | Germania    | Germania          |                  |
| 2°            | Maren Meinert   | Germania    | Germania under 20 |                  |
| 3°            | Pia Sundhage    | Svezia      | Stati Uniti       |                  |
| 2011 dettagli |                 |             |                   |                  |
| 1°            | Norio Sasaki    | Giappone    | Giappone          |                  |
| 2°            | Pia Sundhage    | Svezia      | Stati Uniti       |                  |
| 3°            | Bruno Bini      | Francia     | Francia           |                  |
| 2012 dettagli |                 |             |                   |                  |
| 1°            | Pia Sundhage    | Svezia      | Stati Uniti       |                  |
| 2°            | Norio Sasaki    | Giappone    | Giappone          |                  |
| 3°            | Bruno Bini      | Francia     | Francia           |                  |
| 2013 dettagli |                 |             |                   |                  |
| 1°            | Silvia Neid     | Germania    | Germania          |                  |
| 2°            | Ralf Kellermann | Germania    | Wolfsburg         |                  |
| 3°            | Pia Sundhage    | Svezia      | Svezia            |                  |
| 2014 dettagli |                 |             |                   |                  |
| 1°            | Ralf Kellermann | Germania    | Wolfsburg         |                  |
| 2°            | Maren Meinert   | Germania    | Germania under 20 |                  |
| 3°            | Norio Sasaki    | Giappone    | Giappone          |                  |
| 2015 dettagli |                 |             |                   |                  |
| 1°            | Jill Ellis      | Inghilterra | Stati Uniti       |                  |
| 2°            | Norio Sasaki    | Giappone    | Giappone          |                  |
| 3°            | Mark Sampson    | Galles      | Galles            |                  |

Nel 2016, la FIFA ha creato il The Best FIFA Women's Coach per premiare il miglior allenatore di calcio femminile.

#### Classifica per allenatore
| Pos | Calciatore      | Primi posti | Secondi posti | Terzi posti |
| --- | --------------- | ----------- | ------------- | ----------- |
| 1   | Silvia Neid     | 2           | 0             | 0           |
| 2   | Norio Sasaki    | 1           | 2             | 1           |
| 3   | Pia Sundhage    | 1           | 1             | 2           |
| 4   | Ralf Kellermann | 1           | 1             | 0           |
| 5   | Jill Ellis      | 1           | 0             | 0           |